# Hivatali karácsony
A Hivatali karácsony (eredeti cím: Office Christmas Party) 2016-ban bemutatott amerikai film, amelyet Josh Gordon és Will Speck rendezett.
A forgatókönyvet Justin Malen, Laura Solon, Dan Mazer, Jon Lucas, Scott Moore és Timothy Dowling írák. A producerei Scott Stuber, Guymon Casady és Daniel Rappaport. A főszerepekben Jason Bateman, Olivia Munn, T. J. Miller, Jillian Bell, Vanessa Bayer, Courtney B. Vance, Rob Corddry, Sam Richardson, Randall Park, Kate McKinnon és Jennifer Aniston láthatóak. Zeneszerzője Theodore Shapiro. Gyártója a DreamWorks Pictures, Reliance Entertainment, Bluegrass Films és Amblin Partners, forgalmazója a Paramount Pictures. Műfaja filmvígjáték.
Amerikában 2016. december 9-én, Magyarországon 2016. december 8-án mutatták be a mozikban.

## Szereplők
| Szereplő            | Színész               | Magyar hang       |
| ------------------- | --------------------- | ----------------- |
| Josh                | Jason Bateman         | Gyabronka József  |
| Tracey              | Olivia Munn           | Ullmann Mónika    |
| Clay                | T. J. Miller          | Zámbori Soma      |
| Carol               | Jennifer Aniston      | Kökényessy Ági    |
| Mary                | Kate McKinnon         | F. Nagy Erika     |
| Trina               | Jillian Bell          | Murányi Tünde     |
| Walter              | Courtney B. Vance     | Háda János        |
| Allison             | Vanessa Bayer         | Dobó Enikő        |
| Jeremy              | Rob Corddry           | Hajdu Steve       |
| Nate                | Karan Soni            | Molnár Áron       |
| Joel                | Sam Richardson        | Kálid Artúr       |
| Fred                | Randall Park          | Csőre Gábor       |
| Savannah            | Abbey Lee             | Nemes Takách Kata |
| Meghan              | Jamie Chung           | Kardos Eszter     |
| Carla               | Da’Vine Joy Randolph  | Makay Andrea      |
| Lonny               | Fortune Feimster      | Sági Tímea        |
| Doktor              | Ben Falcone           | Bardóczy Attila   |
| Kelsey              | Chloe Wepper          | Köves Dóra        |
| Drew                | Oliver Cooper         | Pál András        |
| Tim                 | Andrew Leeds          | Jakab Márk        |
| Jimmy Butler        | Jimmy Butler          | Király Adrián     |
| Rodney              | Nick Peine            | Orosz Ákos        |
| Wendy               | Jackie Renee Robinson | Kis-Kovács Luca   |
| Shannon             | Jessica Miesel        | Szabó Luca        |
| Reptéri tisztviselő | Vince Pisani          | Kapácsy Miklós    |